# Барбу
Барбу (фр. Barboux) насеље је и општина у источној Француској у региону Франш-Конте, у департману Ду која припада префектури Монбелијар.
По подацима из 2011. године у општини је живело 243 становника, а густина насељености је износила 21,58 становника/km². Општина се простире на површини од 11,26 km². Налази се на средњој надморској висини од 929 метара (максималној 1.087 m, а минималној 880 m).

## Демографија
| 1962. | 1968. | 1975. | 1982. | 1990. | 1999. | 2011. |
| ----- | ----- | ----- | ----- | ----- | ----- | ----- |
| 167   | 170   | 135   | 134   | 156   | 192   | 243   |

График промене броја становника у току последњих година